# Vladímir Arséniev
Vladímir Klávdievich Arséniev (ruso: Владимир Клавдиевич Арсеньев; San Petersburgo, 29 de agostojul./ 10 de septiembre de 1872greg. - Vladivostok, 4 de septiembre de 1930) fue un explorador, naturalista, cartógrafo y escritor ruso y soviético, cuyos principales trabajos se desarrollaron en el Extremo Oriente Ruso.

## Biografía
Vladímir fue el segundo de nueve hermanos: Anatoliy (Анатолий) (1870—1938); Vladímir (Владимир) (1872—1930); Klavdiy (Клавдий) (1873—1918); Rufina (Руфина) (1876—1956); Vera (Вера) (1877—1964); Olga (Ольга) (1879—1918); Lidia (Лидия) (1881— 1918); Alexander (Александр) (1883—1962); María (Мария) (1889—1981), a los que se sumó una pariente que quedó huérfana, Kapitolina Kokina (Капитолина Кокина). Su padre, Klavdiy (Клавдий), hijo ilegítimo que llevaba el apellido de su padrino, procedía de una humilde familia de siervos campesinos de la provincia de Tver (Тверская губерния), pero llegó a ser, no sin grandes esfuerzos, Jefe del Distrito de Moscú de los Ferrocarriles rusos.
En 1892, Vladímir se matriculó en la Escuela de Cadetes de Infantería de San Petersburgo (Санкт-Петербургское пехотное юнкерское училище). Allí tuvo como profesor a Mijaíl Efímovich Grumm-Grzhimaylo, hermano del famoso viajero y entomólogo ruso Grigory E. Grumm-Grzhimaylo (Григорий Ефимович Грумм-Гржимайло), quien quizá despertó el interés del joven Vladímir por la investigación geográfica y por el Lejano Oriente. Tras su graduación, en 1895, fue destinado a Polonia y, en 1900,  trasladado, a petición propia, a Vladivostok donde, desde el primer momento, comienza a estudiar los alrededores de la ciudad y los vestigios arqueológicos de las zonas aledañas. Ese mismo año es nombrado capitán del destacamento. Posteriormente, en 1905, es destinado a Jabárovsk. 

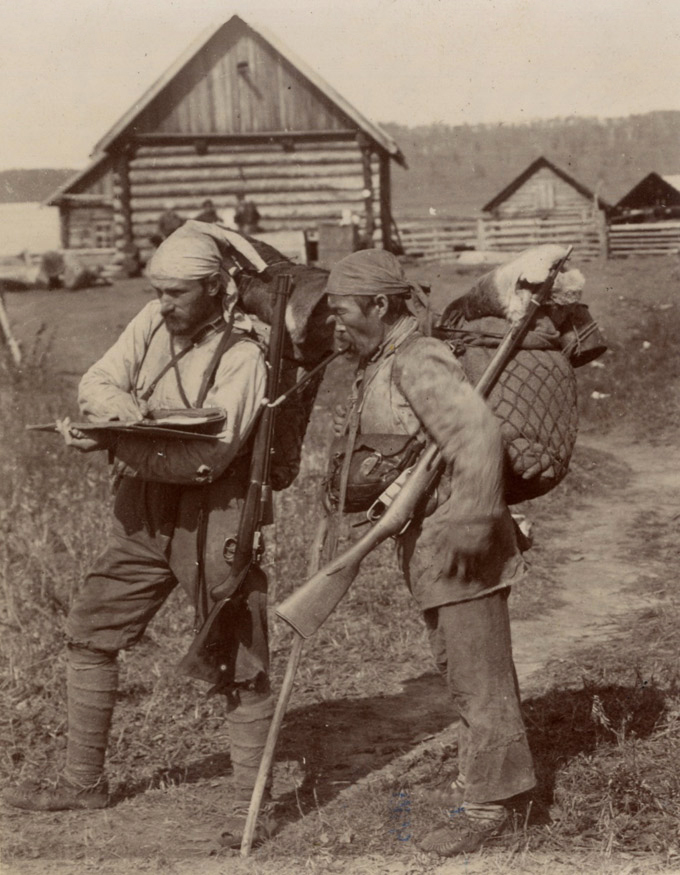
V.K. Arséniev y Dersú Uzalá en 1906, tras una ruta por el río Kulumbé

La vida de Arséniev en el Lejano Oriente Ruso está marcada por las numerosas expediciones que lleva a cabo por toda la región de la Primorie (Приморский край). En el curso de una de estas expediciones, Arséniev conoció a Dersú Uzalá (Дерсу Узала), un anciano cazador de la etnia gold o hezhen, llamados nanaitsi (нанайцы) en idioma ruso. La gran e íntima amistad que los unió marcó al explorador de por vida, como quedó reflejado en sus libros Por el territorio del Ussuri y Dersú Uzalá. Este último tuvo gran relevancia sobre todo en Rusia y en la extinta Unión Soviética, y convirtió a Arséniev en un héroe. El libro fue llevado al cine en dos ocasiones. La primera data de 1961 y fue dirigida por el realizador armenio-soviético Agasi Babayan (Агаси Бабаян, armenio: Աղասի Բաբայան). La segunda, ganadora del premio Óscar a la mejor película extranjera en 1976, corrió a cargo del director japonés Akira Kurosawa. En ella, el papel del Capitán Arséniev fue interpretado por el actor soviético Yuri Solomin (Юри Соломин), mientras que del papel de Dersú Uzalá se encargó el también actor ruso Maksim Munzuk (Максим Мунзук). 
Durante la guerra civil rusa (1917-1923), aunque fue inicialmente movilizado al frente, la Academia de Ciencias de la Sociedad Geográfica Rusa solicita al gobierno provisional su vuelta a Jabárovsk para continuar sus trabajos de investigación. Fue entonces nombrado Comisario del Gobierno Provisional para Asuntos Étnicos de la Región del Amur y, posteriormente, retirado del servicio militar para ser designado Consejero de Educación. A partir de entonces, y hasta su muerte, ocupará diversos puestos en la Administración, casi siempre relacionados con la naturaleza (caza, pesca y conservación), los colonos o la etnografía, puestos que combina, no solo con sus expediciones geográficas, naturalistas y etnográficas, sino también con actividad docente en el Politécnico de Jabárovsk y la Universidad Nacional del Lejano Oriente de Vladivostok. 
A lo largo de su vida en el Lejano Oriente, ingresa como miembro de numerosas asociaciones científicas (por ejemplo, Sociedad Geográfica Rusa; Asociación de Amigos de las Ciencias Naturales, Antropología y Etnografía de la Universidad de Moscú; Sociedad de Estudios Orientales; Sociedad de Arqueología, Historia y Etnografía de la Universidad de Kazán; Asociación Científico-Pedagógica de la Universidad Nacional del Lejano Oriente; Sociedad Pan-Rusa para la Conservación de la Naturaleza), en algunas de las cuales ocupa cargos relevantes, mientras que de otras es nombrado miembro honorífico (por ejemplo, Sociedad de Orientalistas Rusos; National Geographic Society; Royal Geographical Society), por sus notables contribuciones al conocimiento de aquella parte del mundo. También es nombrado miembro de instituciones científicas como la Academia de Ciencias de la URSS, o consultor científico para las expediciones cinematográficas de la productora soviética "SovKino" (Совкино). 
Otras de sus importantes contribuciones al desarrollo del Lejano Oriente ruso tienen que ver con la conservación de la naturaleza, pues Arséniev fue el propulsor de la promulgación de normativas relacionadas con la preservación de recursos naturales (aprovechamientos peleteros o pesqueros, por ejemplo), así como de la creación de reservas naturales que siguen existiendo en la actualidad: 
- Reserva Natural del Sur de Kamchatka (Южно-Камчатский заказник им. Т.И. Шпиленка)
- Reserva natural Komandorski (Командорский заповедник)
- Parque Nacional del curso superior del río Aniui (Анюйский Национальный парк)

Contrajo matrimonio en dos ocasiones. La primera, con Anna Konstantinovna Kadashevich (Анна Константиновна Кадашевич), en 1897. Fruto de esta unión nacieron dos hijos: Vladímir Vladímirovich Arséniev, en 1900 y Oleg Vladímirovich Arséniev, en 1902, que murió víctima de meningitis a los dos años de edad. La segunda fue con Margarita Nikolaievna Solovieva (Маргарита Николаевна Соловьева) en 1919, tras ser declarada nula su unión con Anna Konstantinovna. De este matrimonio nació su hija Natalia Vladímirovna Arsénieva.
La casa familiar de Arséniev en Vladivostok, convertido en la actualidad en un museo que lleva su nombre, exhibe objetos personales y otros relativos a sus expediciones.
Arseniev murió, a la edad de 57 años, a las 15:15 del 4 de septiembre de 1930. 
Su viuda, Margarita Nikoláievna Arsénieva fue arrestada en 1934 por la policía secreta soviética y posteriormente, en 1937, acusada de pertenecer a una organización de espías y saboteadores dirigida por su marido. El caso fue juzgado por un tribunal militar (21 de agosto de 1938) que tardó tan sólo diez minutos en condenarla a muerte. La sentencia fue ejecutada inmediatamente. La hija de Arséniev, Natalia, fue también arrestada en abril de 1941 y sentenciada al Gulag.

## Obras
La mayoría de las obras de Arséniev fueron ensayos o artículos. Sin embargo, las más conocidas son los libros que conforman la trilogía sobre la región del Ussuri: Por la región del Ussuri, Dersú Uzalá y En las montañas de la Sijoté-Alín. Han sido editadas en numerosas ocasiones y formatos, viendo combinados o separados sus textos y publicados bajo diferentes títulos. Por este motivo, resulta complicado hacer una compilación única de sus escritos. 

### Libros (relatos)
- Por el territorio del Ussuri (По Уссурийскому краю), 1921;
- Dersú Uzalá (Дерсу Узала), 1923;

- En las montañas de la Sijoté-Alín (В горах Сихотэ-Алиня), publicado por primera vez en 1937;

- Caminata invernal por el río Jungari (Зимний поход по реке Хунгари), publicado por primera vez en 1949;
- Vida y aventuras en la taiga (Жизнь и приключения в тайге), publicado por entregas entre 1908 y 1913, bajo el título Del diario de viaje (Из путевого дневника), en el periódico Priamurie (Приамурье) y posteriormente editado como libro en 1957;

### Ensayos e informes
- Informe de cinco años sobre las actividades de la Sociedad de Cazadores de Vladivostok, de 1901 a 1905 (Отчет о деятельности Владивостокского общества любителей охоты за 5 лет с 1901 по 1905 г. включительно), 1906 - Este informe contiene gran cantidad de información sobre la naturaleza en la Primorie;
- Breve ensayo geográfico y estadístico militar de la región del Ussuri. Años 1900 - 1910 (Кратком военно-географическом и военно-статистическом очерке Уссурийского края. 1900 - 1910 гг.), 1912. Datos y conclusiones de sus años de estudios en la Primorie y la elaboración de los mapas de ruta;
- La marta cibelina y sus métodos de captura en la región del Ussuri (Соболь и способы охоты на него в Уссурийском крае), 1922 - Es un informe breve sobre la biología de la especie y los métodos que utilizaba la población local para cazarla;
- Métodos tradicionales de captura de la marta cibelina y comercio de pieles (Туземные способы соболевания в Уссурийском крае и скупка мехов), 1922 - Informe estadístico comercial;
- Estimado depredador. La caza de la marta cibelina en la región del Ussuri (Дорогой хищник. Охота на соболя в Уссурийском крае), 1925 - Describe la especie, su hábitat y cómo caza y pesca. También detalla los métodos empleados en su captura;
- A por martas cibelinas. Comerciantes de pieles en el Lejano Oriente (За соболями. Скупщики пушнины на Дальнем Востоке), 1925 - Describe los métodos utilizados para desollar martas cibelinas y almacenar sus pieles, y la historia de la caza y el comercio de la especie por parte de los chinos y la población local;
- Los buscadores de Gingsen en la región del Ussuri (Искатели женьшеня в Уссурийском крае), 1925 - Describe la raíz del gingsen, sus usos como medicina y las características de sus buscadores;
- La gente del bosque, los Udejé (Лесные люди - удехейцы), 1926 - Ensayo sobre la apariencia, vida, estructura social y concepción del mundo de los Udejé;
- La morsa del Pacífico (Тихоокеанский морж), 1927 - Una descripción detallada de la morsa del pacífico (Odobenus rosmarus divergens), sus hábitats y su caza;

### Artículos y ponencias
- Observaciones sobre el salmón de la región del Transussuri (Наблюдения над лососевыми Зауссурского края), publicado en el "Anuario del Museo Zoológico de la Academia de Ciencias" (Ежегодник Зоологического музея Академии наук), 1908 - Observaciones del año 1907 sobre la situación del salmón en la costa Norte del estrecho de Tatar;
- Vida y aventuras en la taiga (Жизнь и приключения в тайге), publicado por entregas entre 1908 y 1913, bajo el título Del diario de viaje (Из путевого дневника), en el periódico Priamurie (Приамурье) y posteriormente editado como libro en 1957;
- Los Orochi-Udejé (Орочи-удэхе), ponencia realizada en la sede de la Sociedad Geográfica Rusa, publicada en la revista "Antigüedad Viva" (Живая старина) en 1911. Breve descripción de las condiciones de vida de la población local.

- Materiales para el estudio de la historia antigua de la región del Ussuri (Материалы по изучению древнейшей истории Уссурийского края), publicado en "Notas de la sección del Amur de la Sociedad de Orientalistas" (Записки Приамурского отдело Общество востоковедения) 1913 - Ensayo sobre las fortificaciones antiguas de la Primorie, también incluye antiguas leyendas sobre el rey Kuan-Yun;
- Extinción de los nativos de la región de Amur (Вымирание инородцев Амурского края). Actas del 1.er Congreso de médicos del Territorio del Amur, 23-28 de agosto de 1913 en Jabárovsk. — "Materiales para el estudio de la región del Amur" (Материалы по изучению Приамурского края), 1914 - Describe las características de la vida cotidiana de la población nativa de la Primorie y las causas de su extinción;
- Los chinos en la región del Ussuri. Ensayo histórico-etnográfico (Китайцы в Уссурийском Крае. Очерк историко-этнографический), publicado en "Notas de la Sección del Amur de la Sociedad Geográfica Rusa" (Записки Приамурского отдела РГО), 1914 - Con datos físico-geográficos e históricos, ofrece una caracterización detallada de la población china;
- Breve ensayo físico-geográfico de la cuenca del río Amur (Краткий физико-географический очерк бассейна р. Амура), publicado en "Boletín de Asia" (Вестник Азии), 1916 - Descripción físico-geográfica del territorio, detallando las características del río Amur;
- Nuestros americanoides (Наши американоиды), publicado en "Boletín de Asia" (Вестник Азии), 1916 - Describe las investigaciones etnográficas en la Primorie;
- Chamanismo de los nativos siberianos y su concepción animista de la naturaleza (Шаманство у сибирских инородцев и их анимистические воззрения на природу), publicado en "Boletín de Asia" (Вестник Азии), 1916;
- Monumentos antiguos en la región del Ussuri y Manchuria (Памятники старины в Уссурийском крае и в Маньчжурии), publicado en "Boletín de Asia" (Вестник Азии), 1916 - Recopila todos los conocimientos del autor sobre los monumentos antiguos en estas zonas;
- Censo de arqueología y arqueogeografía de la región del Ussuri (Обследование Уссурийского края в археологическом и архегеографическом отношениях), publicado en "Noticias de la oficina del sur del Ussuri de la sección del Amur de la Sociedad Geográfica Rusa" (Известия Южно-Уссурийского отделения Приамурского отдела РГО), 1922 - Recopilación de datos sobre las antigüedades de la región, que el autor asigna a distintas épocas;
- La pesca de delfines (Дельфиний промысел), publicado en "Vida económica del Lejano Oriente" (Экономическая жизнь Дальнего Востока), 1925 - Breve descripción de la beluga (Delphinapterus leucas), de su hábitat y del método empleado para su caza;
- Los Tazi y los Udejé (Тазы и удэхе), publicado en "Boletín estadístico de la Oficina de Estadística del Lejano Oriente" (Статистический бюллетень Дальневосточного статистического управления), 1926 - Artículo sobre la relación entre los Udejé con influencia china y los que no estaban influenciados por la cultura china;
- La costa Norte en lo relativo a su colonización (Северное побережье в колонизационном отношении), publicado en la revista "Economía y vida del Lejano Oriente" (Экономика и жизнь Дальнего Востока), 1926 - Descripción físico-geográfica de la costa norte de la Primorie, desde el cabo Guiliak, hasta el golfo De Castro;
- Datos geográficos y naturales sobre la colonización del Lejano Oriente (Естественно-географические факты колонизации Дальнего Востока), ponencia en la "Primera conferencia sobre el estudio de las fuerzas productivas del Lejano Oriente (Первая конференция по изучению производительных сил Дальнего Востока), 1926 - Informe sobre el estado y condiciones de la colonización del Lejano Oriente;
- Zonificación del Lejano Oriente para la prelación de estudios en los departamentos de la Sociedad Geográfica Rusa (Районирование Дальнего Востока для преимущественного изучения тем или иным отделом РГО), publicado en "Noticias Nacionales de la Sociedad Geográfica Rusa" (Известия Государственного РГО), 1926 - Informe sobre los objetivos y ámbitos de actuación de cada departamento de la SGR;
- Viajes por las Montañas del Silencio (Путешествие на Молчаливые горы), publicado en el periódico "Estrella del Pacífico" (Тихоокеанская звезда), 1927 - Breve descripción de pequeños viajes del autor por la región de la Priamurie;
- El árbol del Chamán (Шаманское дерево), publicado en el periódico "Estrella del Pacífico" (Тихоокеанская звезда), 1928 - Descripción de la visión y los ritos religiosos de la población local;
- El mercado de las aves (Птичий базар), publicado en la revista "El Cazador" (Охотник), 1928 - Breve descripción de las aves de la Primorie, sus hábitats y la caza de algunas de ellas;
- La edad de hielo y la población nativa de la Siberia Oriental (Ледниковый период и первобытное население Восточной Сибири), publicado en "Notas de la Sección del Amur de la Sociedad Geográfica Rusa" (Записки Владивостокского отдела Государственного РГО), 1929 - Ofrece datos sobre la presencia humana en Lejano Oriente durante la época glacial;

## Expediciones
- Entre 1901 y 1903, lleva a cabo diferentes expediciones de reconocimiento por diversos ríos cercanos a Vladivostok, donde estudia la población local y los yacimientos arqueológicos.
- En 1902 tiene lugar la expedición en la que se produce el encuentro con Dersú Uzalá. Expedición por los ríos Tsimujé (Цимухе) y Lefu (Лефу). El objetivo de esta expedición fue explorar la comarca de Shkótovo (Шкотово), los puertos de la cadena montañosa Da-Dian-Shan (Да-Дянь-Шань) [actualmente montañas de Przhevalskiy (горы Пржевальского)], y las sendas en torno al lago Janka (Ханка).
- En 1906 realiza su primera expedición a la cordillera de la Sijoté-Alín (Сихотэ-Алинь): ríos Ulajé (Улахэ), Lifudsin (Лифудзин), Noto (Ното), Tetiuje (Тетюхе), Mutujé (Мутухэ), Sanjobe (Санхобе), Iman (Иман) (esta toponimia en las lenguas locales se mantuvo hasta 1972, cuando fue sustituida por topónimos rusos).
- En 1907, organiza, como continuación de la de 1906, una nueva expedición a la cordillera de la Sijoté-Alín, por los ríos Sanjobe, Belembe (Белембе), Takemá (Такема), Amagú (Амагу), Kusún (Кусун), Najtojú (Нахтоху), Bikín (Бикин). Este mismo año lleva a cabo excavaciones arqueológicas entre la bahía de Terna (бухта Терня) y el río Kusún (Кусун). También en las montañas junto al golfo de Plastún (залив Пластун); en el río Takema; en las orillas del río Yodzhijé (Иозыхе) y en su delta, cerca del golfo Djiguit (залив Джигит); entre el golfo Sviataya Olga (залив Святая Ольга) y la bahía Terna; en el río Amagú (Амагу), cerca del mar (en lo relativo a toda esta toponimia, vid supra).
- En 1908, año en el que muere Dersú Uzalá, inicia una nueva expedición por la Sijoté-Alín, que dura hasta enero de 1910.
- En 1911, organiza una expedición más allá del río Ussuri, a lo largo de la costa, desde el río Samarguí (Самарги) hasta el río Kumujú (Кумуху), mientras que en 1912 realiza una nueva expedición por la cordillera de la Sijoté-Alín.
- Entre 1912 y 1916 viaja, en comisión de servicios, a numerosos destinos en el territorio del Lejano Oriente: cuencas hulleras del río Biry (Бирские каменноугольные копи); la cordillera Jejtsir (хребет Хехцир), fuerte Udskyi (Удский острог), provincia de Posetskyi (Посьетский район), Vladivostok, Poltavka (Полтавка), lago Janká (Ханка), Manchuria (Jabrin -Хабрин-, Ninguta -Нингута-, Mukdén -Мудкен-, Dalnyi -Дальный-, Inkou -Инкоу-, Guirín -Гирин-, Chanchún -Чанчун-, Jailar -Хайлар- y otros).
- En 1917, realiza un viaje a la comarca de la desembocadura del río Amur (Амур) para comprobar la situación de los pueblos locales, así como la expedición Olgón - Gorínskaya (Олгон-Горинская).
- En 1918 realiza una expedición a Kamchatka.
- En 1921 lleva a cabo excavaciones arqueológicas cerca de Vladivostok.
- En 1922 lleva a cabo una expedición a la comarca de Guizhiguinskiy (Гижигинский), de la Región Ojotsko-Kamchatka (Охотско-Камчатский край).
- En 1923 viaja a las Islas del Comandante y a Kamchatka. También realiza exploraciones arqueológicas en la orilla noroccidental del lago Kultuchnoye (Култучное озеро).
- En 1926 forma parte de la expedición al Lejano Oriente del Comisariado Nacional de agricultura para la exploración y colonización de tierras de los valles de los afluentes de la margen derecha del Amur.
- En 1927 lleva a cabo una expedición entre Sovietski-Gaván (Советский-Гаван) y Jabárovsk en calidad de Jefe del grupo de Colonos de la Primorie.
- En 1928 forma parte de la expedición a la Primorie de la Dirección Regional de Asuntos Migratorios
- En 1930 organiza y dirige 9 destacamentos expedicionarios para la exploración de los distritos por donde discurrirán nuevas líneas ferroviarias. El 19 de julio de ese año, parte de Vladivostok hacia el curso bajo del Amur para inspeccionar los destacamentos expedicionarios, viaje del que vuelve el 26 de agosto, enfermo de una bronconeumonía que le provocará la muerte el 4 de septiembre.

## Adaptaciones cinematográficas
- Дерсу_Узала Data de 1961 y fue dirigida por el realizador armenio-soviético Agasi Babayan (Агаси Бабаян, armenio: Աղասի Բաբայան).
- Dersu Uzala Dirigida por Akira Kurosawa en 1976. Ganadora del premio Óscar a la mejor película extranjera.